# 하이햇

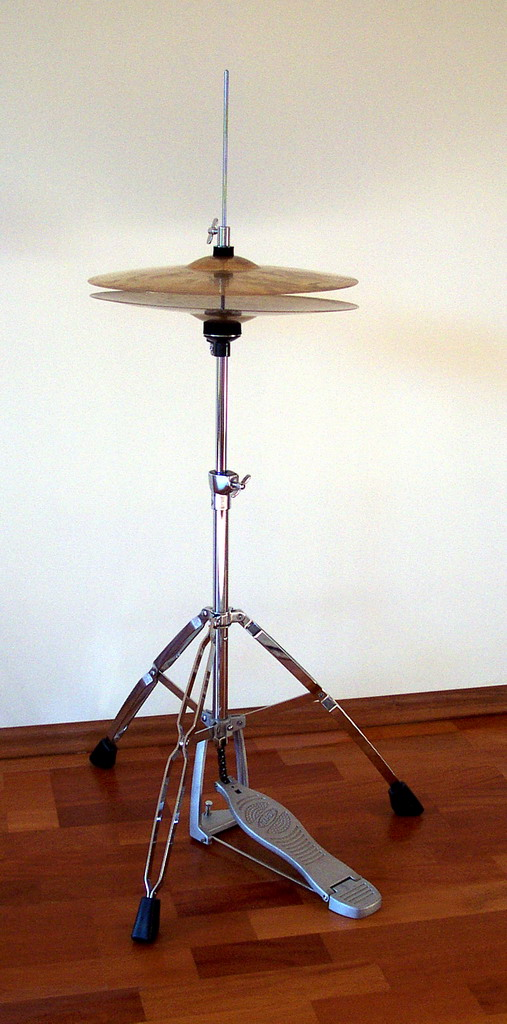
하이햇

하이햇(hi-hat, hihat, high-hat 등)은 금속 스탠드에 배치된 두 개의 심벌즈와 페달로 이루어진 타악기이다. 록, 팝, 재즈와 블루스 등 여러 양식의 음악에 쓰이는 일반적인 드럼 세트를 구성하고 있다. 스탠드에 서로 마주보고 설치된 두 개의 작거나 중간 사이즈의 심벌즈로 구성되어 있으며, 아래 심벌즈는 고정되며 위 심벌즈는 페달을 밟았을 때 내려오도록 로드에 거치되어 있다.

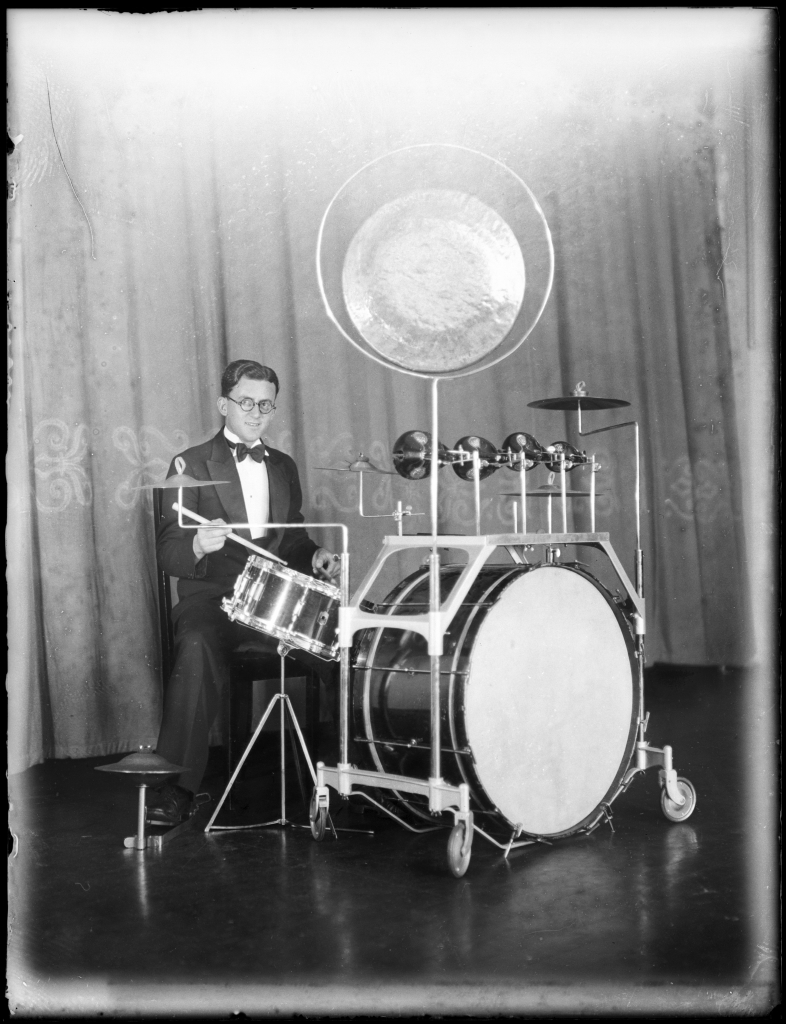
속 심벌을 사용하는 드러머의 모습

하이햇은 경첩과 스프링을 통해 발로 연주할 수 있도록 만들어진 지상 높이의 속 심벌(sock cymbal)로부터 유래했다. 드러머들은 이러한 속 심벌을 통해 동시에 여러 타악기를 연주할 수 있었는데, 이것이 점차 스탠드에 고정되고 페달을 통해 조작하도록 변화하면서 오늘날의 하이햇과 같은 형태가 되었다.
하이햇은 페달을 밟아 심벌즈를 닫음으로써, 혹은 페달을 통해 열거나 닫은 상태에서 스틱으로 하이햇을 침으로써 소리를 낼 수 있으며 하이햇을 친 후에 페달을 조작하여 소리에 변화를 줄 수 있다.